# Ikke-egologi
Ikke-egologisk er et begreb, der knyttes til visse filosofiske bevidsthedsteorier. En ikke-egologisk teori forsvares f.eks. af den tidlige Sartre, der distancerer sig fra Kant og Husserls forståelse af det transcendentale jeg. En Ikke-egologisk bevidsthedsteori vil typisk hævde, at det ikke er alle bevidsthedsakter, der besidder et jeg.